# Hypnum viride
Hypnum viride là một loài Rêu trong họ Hypnaceae. Loài này được Lam. ex Boucher mô tả khoa học đầu tiên năm 1803.